# Laura Torres
Laura Torres (Città del Messico, 15 agosto 1967) è una doppiatrice messicana.
Tra i personaggi più famosi da lei doppiati figurano Goku, Gohan e Goten da bambini nelle serie e nei film di Dragon Ball, Shinnosuke Nohara in Shin Chan, Nobita in Doraemon, Martin Prince in I Simpson e Tommy Pickles in Rugrats.